# Villarrica (ort i Chile, Región de la Araucanía, Provincia de Cautín, lat -39,29, long -72,23)
Villarrica är en ort i Chile.   Den ligger i provinsen Provincia de Cautín och regionen Región de la Araucanía, i den södra delen av landet, 700 km söder om huvudstaden Santiago de Chile. Villarrica ligger 232 meter över havet och antalet invånare är 31 602. Den ligger vid sjön Lago Villarrica.
Terrängen runt Villarrica är platt åt nordost, men åt sydväst är den kuperad. Det finns inga andra samhällen i närheten.
I omgivningarna runt Villarrica växer huvudsakligen savannskog. Runt Villarrica är det ganska glesbefolkat, med 22 invånare per kvadratkilometer.